# 1922 en architecture
| Années de l'architecture : 1919 - 1920 - 1921 - 1922 - 1923 - 1924 - 1925    |
| Décennies de l'architecture : 1890 - 1900 - 1910 - 1920 - 1930 - 1940 - 1950 |

Cet article présente les faits marquants de l'année 1922 en architecture.

## Réalisations
- x

## Événements
- Le Monument à la Troisième Internationale dessiné Vladimir Tatline est annulé.

## Récompenses
- AIA Gold Medal : Victor Laloux.
- Royal Gold Medal : Thomas Hastings.
- Prix de Rome : Robert Giroud.

## Naissances
- 14 juin : Kevin Roche.

## Décès
- 21 juillet : Eugène Vallin (° 1856).
- Henry Martyn Congdon († 1834 ), architecte et designer américain